# かわでん
株式会社かわでん（英: KAWADEN CORPORATION）は、配電の制御設備を製造している電気機器メーカー。
創業者である川﨑勇が目黒区にて創業するが、戦時疎開のため郷里の中川村（現・南陽市）に工場を新築し、本社を移転。1962年12月には、山形県に本社を置く企業として初の上場企業となる。
民事再生法による手続開始の直前までは旧長銀の融資系列にあったが、現在はみずほ銀行の融資系列になっている。ソフトバンクグループをスポンサーに迎えて経営再建に取り組み、2002年7月に民事再生手続を終結、2004年11月にジャスダックへ再上場した。販売、設計など本部中枢機能は東京本社に置く。

## 沿革
- 1926年3月1日 - 川﨑電気商会を東京都目黒区原町に川﨑勇により創立。
- 1940年6月20日 - 川﨑電気株式会社を設立。
- 1962年12月 - 東京証券取引所市場第二部に上場（山形県に本社を置く企業として初の上場）。
- 1996年12月26日 - ISO 9001認証取得（山形工場・首都圏支社）。
- 1997年1月10日 - ISO 9001認証取得（九州工場・佐賀県佐賀市大和町）。
- 1998年2月27日 - ISO 14001認証取得（山形工場）。
- 2000年9月29日 - 民事再生法適用を申請。
- 2000年12月30日 - 東証上場廃止。
- 2004年
  - 8月1日 - 川﨑電気株式会社から株式会社かわでんに商号変更。
  - 11月 - 日本証券業協会に株式を店頭登録。
  - 12月 - 日本証券業協会への店頭登録を取消し、ジャスダック証券取引所に株式を上場。
- 2010年4月 - ジャスダック証券取引所と大阪証券取引所の合併に伴い、大阪証券取引所JASDAQに上場。
- 2013年7月 - 東京証券取引所と大阪証券取引所の統合に伴い、東京証券取引所JASDAQ（スタンダード）に上場。
- 2014年12月25日 - 元従業員による約7億円の着服があった、と報じられた。元従業員は在職中だけでなく退職後も社員を装い、資材の不正発注・転売を繰り返して着服していた[6][7]。
- 2015年
  - 3月17日 - 上述の着服事件に関し東京証券取引所から改善報告書の提出を求められる[8]。
  - 3月31日 - 東京証券取引所へ「改善報告書」を提出する[9]。
- 2022年4月 - 東京証券取引所の市場区分の見直しに伴い、東京証券取引所スタンダード市場に上場。